# أنطون بطرس خريش
أنطون بطرس خريش (1907 - 1994) هو البطريرك الماروني الخامس والسبعون بين عامي 1975 و 1986 حين استقال من منصب البطريرك بداعي السن. قاد الكنيسة المارونية أحد عشر عامًا ونيّف خلال فترة مضطربة من تاريخ لبنان بسبب اندلاع الحرب الأهلية اللبنانية، وهو البطريرك الماروني الثاني من جنوب لبنان.

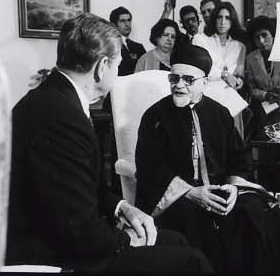

## حياته
ولد في عين إبل الواقعة في جنوب لبنان قرب الحدود مع إسرائيل؛ تلقى تعليمه في مدرسة القديس يوسف في بلدته والتي يديرها الآباء اليسوعيون؛ انخرط في سلك الكهنوت باكرًا وتلقى تعليمه الأولي في معهد الرسل في جونيه ومن ثم سافر إلى روما ليكمل تحصيله اللاهوتي في المدرسة المارونية ونال منها دكتوراه في الفلسفة واللاهوت عام 1925 وله من العمر سبعة عشر عامًا فقط. سيم كاهنًا عام 1930 في صور مركز الأسقفية التي تتبع لها عين إبل آنذاك، وتولى مهمة التدريس في مدرسة مشموشة ثم في جامعة الحكمة في بيروت، وظلّ يدرسه الكهنوت فيها حتى عام 1935 حين كلّفه البطريرك بولس بطرس المعوشي أن يغدو أمين سر مطرانية صور ويغدو النائب الأسقفي فيها، كذلك شغل منصب القاضي الروحي في جنوب لبنان وحيفا لجميع المسيحيين وليس لأبناء الكنيسة المارونية فقط.
غدا عام 1948 نائب رئيس اللجنة البابوية لإغاثة نازحي فلسطين في أعقاب حرب 1948 وتقديرًا لجهوده في عمليات الإغاثة منحه البابا بيوس الحادي عشر لقب أسقف فخري على مدينة طرطوس في سوريا في 25 أبريل 1950، ثم رقّاه البطريرك أنطون عريضة لرتبة أسقف في 15 أكتوبر 1950 بوصفه معاونًا لمطران صيدا أغسطينوس البستاني، ومع تقدّم هذا الأخير بالعمر، غدا خريش المدبر الرسولي للمطرانية ثم مطرانها في 25 نوفمبر 1957.
خلال عمله الأسقفي أسس جمعية كارتياس جنوب لبنان للأعمال الخيرية عام 1972 وذلك لمساعدة النازحين الفلسطينيين والمتضررين من الحرب مع إسرائيل خصوصًا إثر حرب 1967، وعرف عنه نسجه علاقات متميزة مع جميع مكونات النسيج اللبناني خلال فترة التوتر التي أدت إلى اندلاع الحرب الأهلية اللبنانية حتى لقب «مطران الدروز»، كذلك فقد جمعته علاقة طيبة مع موسى الصدر مؤسس حركة أمل في لبنان وتعاون معه عام 1967 في إنشاء «هيئة نصرة الجنوب».

## البطريركية

### الحرب الأهلية اللبنانية
انتخب بطريركًا في 2 فبراير-شباط 1975 بعد وفاة البطريرك بولس بطرس المعوشي، وجرى الاحتفال بارتقائه السدة البطريركية في يوم عيد مار مارون في 9 فبراير - شباط، وبعد شهر واحد من ذلك اندلعت الحرب الأهلية اللبنانية، التي انقسم فيها لبنان بين مؤيد للوجود الفلسطيني المسلّح والتبعات المنطلقة من هذا الوجود، وبين المعارضين له. كانت رسائله خلال فترة الحرب تدعو إلى الصفح والتعاون مع الآخر حتى سماها البعض «مزامير السلام»؛ الخطاب المتشنج الذي ساد في فترة الحرب دفع البعض للتشكيك في أهلية البطريرك قيادة المرحلة، فيما اقترح البغض الآخر ترشيحه إلى رئاسة الجمهورية كمرحلة انتقالية، إلا أنه رفض هذا الاقتراح منعا للوقوع في خطأ المزج بين السياسة والدين، وتعرض لمحاولة اغتيال عام 1976. حاول البطريرك رأب الصدوع المتكررة بين الموارنة بنتيجة الحرب، منها محاولة المصالحة بين القوات اللبنانية وآل فرنجية في أعقاب مجزرة إهدن عام 1978 والتي راح ضحيتها طوني فرنجية وعدد من أفراد أسرته. موقف البطريرك الوطني والمعتدل والحل الذي اقترحه لوقف الحرب يتلخص بقوله:
 من شأن هذا النظام أن يشرك جميع المواطنين في مسؤولية إدارة الدولة وتخطيط سياستها عن طريق انتخابات حرة، وأن يصون لهم كرامتهم فلا يفسح مجالاً ليسار يستبد بهم فيستعبدهم لدولة أو حزب، ولا ليمين يستغلّهم فيفقرهم ليكسب الأموال على حسابهم. وهذا النظام يتيح للمواطنين حل مشاكلهم بالحوار الهادئ والاقتناع ضمن إطار أحزاب سياسية معترف بها شرعًا.

### منجزاته
منحه البابا يوحنا بولس الثاني رتبة كاردينال في 2 فبراير 1983، ما خوّله حضور أعمال المجمع السادس للأساقفة الكاثوليك حول العالم، الذي انعقد في الفاتيكان يوم 29 سبتمبر 1983. شهدت بطريركيته أيضًا تطويب الراهبة رفقة الريّس في 17 نوفمبر 1985، لتكون ثالث طوباويّة مارونية بعد القديس شربل والإخوة المسابكيون.
أسس خلال بطريركته عددًا من أبرشيات الاغتراب الماروني، كما قام بتأسيس «اتحاد العائلات» الذي عرف لاحقًا باسم «الصندوق الماروني والمشاريع الإسكانية والإنمائية»، و«الهيئة المارونية للتخطيط والبناء». استقال من المهام البطريركية، ولم تنتهي الحرب بعد، عام 1986 بداعي التقدم في السن، وظلّ في دير بكركي وعضوًا في مجمع الأساقفة ومجمع الكرادلة، إلى أن توفي في بيروت عام 1994. خلفه نائبه العام المطران نصر الله بطرس صفير.

## مؤلفاته
- أمثولات الأحداث، 1976، رسالة الصوم لذلك العام دعا به للتبصر في ما يحيق بلبنان من أخطار.
- الأزمة اللبنانية، 1976.
- خواطر في التربية الدينية والخُلقية والوطنية. 1977.
- التوبة، 1978.
- في حقوق الطفل، 1980.
- في واجب تثقيف الضمير، 1981.
- في ممارسة الأسرار الإلهية، 1982.
- في يوبيل الفداء، 1983.
- في الألم وقيمته الخلاصية، 1984.
- في وجوب العودة إلى الذات وإلى الله وإلى القريب، 1985.

## روابط خارجية
- أنطون بطرس خريش على موقع مونزينجر (الألمانية)